# جيمس ديفيس تايلور
جيمس ديفيس تايلور (بالإنجليزية: James Davis Taylor)‏ هو صحفي وسياسي كندي، ولد في 2 سبتمبر 1863، وتوفي في 11 مايو 1941. حزبياً، نشط في حزب كندا المحافظ. وقد انتخب عضو مجلس الشيوخ الكندي وانتخب عضو مجلس العموم الكندي.